# 司徒擎
司徒擎（1920年1月—），男，广东开平人，中华人民共和国政治人物，中国致公党中央委员会副秘书长兼组织部长，第六、七、八届全国政协委员。曾担任林彪、江青反革命集团案的审判员。